# Pseudophoxinus firati
Espèce
Statut de conservation UICN

 EN  : En danger
Pseudophoxinus firati (Euphrates spring minnow en anglais) est un poisson d'eau douce de la famille des Cyprinidae.

## Répartition
Pseudophoxinus firati est endémique du bassin de l'Euphrate en Turquie. Cette espèce n'est connue que dans deux zones espacées de 300 km l'une de l'autre. D'abord dans la rivière de Tohma mais aussi près de Muş, dans le cours supérieur de l'Euphrate .

## Description
La taille maximale connue pour Pseudophoxinus firati est de 84 mm.

## Étymologie
Son nom spécifique, firati, lui a été donné en référence au lieu de sa découverte, la Fırat Nehri, nom local de l'Euphrate. Son nom commun anglais a la même origine.

## Publication originale
- Bogutskaya, Küçük & Atalay, 2006 : A description of three new species of the genus Pseudophoxinus from Turkey (Teleostei: Cyprinidae: Leuciscinae). Zoosystematica Rossica, vol. 15, n. 2, p. 335-341[5] (texte intégral).